# 陳癸佑
陳癸佑（1968年9月15日—）是出生於臺灣南投縣鹿谷鄉的政治人物，曾為民主進步黨籍，前南投縣水里鄉鄉長。

## 政治生涯
陳癸佑原為警官，2014年以無黨籍參選第17屆水里鄉鄉長，同年11月29日高票當選，2018年11月24日連任第18屆水里鄉長；2019年7月自行宣布帶職參選南投縣第二選區立法委員，同年8月21日獲民進黨徵召提名，最終不敵挑戰三連霸的立委許淑華。
2023年8月31日，陳癸佑因不滿民進黨在2024立委選舉徵召蔡培慧參選南投縣第二選區立委，以拒繳「公職分攤金」表達訴求，遭民進黨停權處分；隨即宣布以無黨籍參選南投縣第二選區立委，不會接受勸退。民進黨南投縣黨部主任委員蔡銘軒表示，若陳癸佑堅持參選，將由中央黨部以相關規定處分。
2023年9月6日，曾敗選南投第二選區以及鹿谷鄉鄉長的陳癸佑以不滿黨內徵召機制為由宣布以無黨籍參選南投第二選區立委（其本人於2020年立委選舉亦是透過徵召機制被提名），與在2023年立委補選以極微小差距勝選上任的南投縣首位民進黨籍現任立委蔡培慧競逐席次。
2023年10月2日，陳癸佑宣佈退出民主進步黨，並指控蔡培慧是「南投版高虹安」，質疑其男性友人介入蔡所爭取的活動或工程經費。
2023年12月5日，陳癸佑因違紀登記參選南投縣第二選區立委，遭民進黨開除黨籍；隔年2024年1月僅得票2.86%宣布敗選。

## 外部連結
- 陳癸佑的Facebook專頁